# Aurora Cruz de Mora
Aurora Cruz de Mora (Ejido Buenos Aires, Tamaulipas, 22 de junio de 1931 - desconocido) fue una política mexicana, que fue integrante del Partido Revolucionario Institucional (PRI). Fue presidenta municipal de Altamira de 1960 a 1962 y diputada federal de 1976 a 1979.

## Biografía
Cursó únicamente estudios básicos, fue miembro del PRI y de la Confederación Nacional Campesina (CNC), organización donde realizó gran parte de su carrera política.
Fue secretaria de Acción Femenil del Comité Regional Campesino de la zona ejidal de Altamira, y secretaria de Acción Femenil de la Liga de Comunidades Agrarias y Sindicatos Campesinos de Tamaulipas. De 1960 a 1962 fue presidenta municipal de Altamira, siendo la primera mujer elegida para dicho cargo tanto en el municipio como en el estado de Tamaulipas. Posteriormente fue elegida diputada al Congreso del Estado de Tamaulipas.
En 1976 fue elegida diputada federal por el Distrito 4 de Tamaulipas a la L Legislatura para el periodo que terminó en 1979. En esta legislatura fue integrante de las comisiones de Relaciones Exteriores; 2a. de Trabajo; de Producción Azucarera; de la sección de Desarrollo Económico, Social y Cultural de Mujeres Campesinas de la comisión de Asuntos Agrarios; de la sección de Desarrollo Industrial de la comisión de Seguridad Social y Salud Pública; y, de la Gran Comisión.